# Göteborgs AIK
Göteborgs AIK ist ein schwedischer Fußballverein, beheimatet auf der zu Göteborg gehörenden Insel Hisingen. Die Mannschaft spielte in den 1960er Jahren zwei Spielzeiten in der zweithöchsten schwedischen Spielklasse.

## Geschichte
Göteborgs AIK gründete sich 1924 als allgemeiner Sportverein. Fünfzehn Jahre später erreichte die Fußballmannschaft erstmals die dritte Spielklasse, stieg aber nach zwei Spielzeiten wieder ab. Bis zur erneuten Wiederkehr dauerte es bis 1961, dieses Mal etablierte sich der Klub jedoch in der Drittklassigkeit und schaffte drei Jahre später als Staffelsieger vor Skogens IF erstmals den Aufstieg in die zweite Liga. Dort gewann die Mannschaft lediglich vier Saisonspiele und stieg als Tabellenletzte gemeinsam mit Halmstads BK und dem Lokalrivalen Västra Frölunda IF direkt wieder ab. Vor dem Trio Kinna IF, Trollhättans IF und IK Kongahälla wiederholte sie den Staffelsieg in der Division 3 und feierte somit den direkten Wiederaufstieg. Wiederum war das Niveau in der zweithöchsten Spielklasse zu hoch, gemeinsam mit Finspångs AIK und dem Lokalkonkurrenten Redbergslids IK verpasste der Verein den Klassenerhalt.
Die Fußballmannschaft des Göteborgs AIK fand sich nach dem Abstieg im mittleren Tabellenbereich der dritten Liga wieder. 1970 noch einmal hinter Skogens IF der zweite Platz in der Staffel, verpasste der Klub 1973 mit lediglich sieben Pluspunkten den Klassenerhalt. Nach dem direkten Wiederabstieg hielt sich der Verein kurzfristig in der dritten Liga, stieg aber Ende 1977 erneut ab. 1982 kurzzeitig fünftklassig spielte die Mannschaft weitgehend viertklassig. Im Zuge einer Ligareform Ende 1986 wurde sie in die sechste Spielklasse zurückgestuft. Daraufhin spaltete sich die Fußballabteilung vom Gesamtverein ab und gründete einen eigenständigen Klub. Die Mannschaft trat seither im unterklassigen Teil der schwedischen Ligapyramide im Göteborger Regionalbereich an.